# AVG AntiVirus
AVG AntiVirus (AVG, siglas de AntiVirus Guard) es un software antivirus desarrollado por AVG Technologies, una empresa checa, disponible para sistemas operativos Windows, Linux, Android, iOS y Windows Phone, entre otros. A la fecha de este artículo, todas las versiones de este software de antivirus son propiedad de Avast Software desde Octubre del 2016.

## Información
El nombre comercial para el software de seguridad de AVG Technologies es AVG, el cual proviene de su primer producto, Anti-Virus Guard. AVG Technologies es una empresa privada checa formada en enero de 1991 por Gritzbach y Tomas Hofer. A principios de septiembre de 2005, la empresa fue comprada por Intel Corporation. El 19 de abril de 2006, la ewido Networks pasó a formar parte del grupo de AVG Technologies.[cita requerida]
El 6 de noviembre de 2006, Microsoft anunció que productos de AVG estarían disponibles directamente del Centro de Seguridad de Windows Vista. Desde el 7 de junio de 2006, el software AVG también ha sido usado como componente opcional de Seguridad de Correo de GFI, producido por el Software GFI. El 5 de diciembre de 2007, AVG anunció la adquisición de Exploit Prevention Labs, desarrollador de LinkScanner, que hace navegación segura en la tecnología. El 8 de febrero de 2008, Grisoft anunció que se cambiaría el nombre de la compañía Grisoft por el de AVG Technologies. Esto con el propósito de aumentar la eficacia de sus actividades de mercadotecnia.[cita requerida]

### Versiones para clientes de Windows
AVG Tecnologías ofrece varios productos de la gama de AVG, compatible para Windows 2000 en adelante. Además, proporciona a Linux y a FreeBSD el software antivirus. AVG Antivirus está disponible tanto en las ediciones freeware como en ediciones comerciales. Desde AVG 8.0, la edición comercial de AVG Antivirus 8.0 incluye antispyware, LinkScanner, Anti-Rootkit, Web Shield y la barra de herramientas para navegación segura. AVG Antivirus 8.0 incluye la protección de Firewall integrada.[cita requerida]
- AVG Internet Security 2014 es una suite completa que incluye a AVG Anti-Virus, antispyware, LinkScanner, Anti-Rootkit, Web Shield, Security Toolbar, Firewall, Anti-Spam y tecnologías de protección de las herramientas del sistema.
- AVG Anti-Virus Free 2014 incluye el AVG Anti-Virus y protección antispyware, además del componente de patente pendiente AVG Search-Shield.

Todas las versiones de AVG, con excepción del Anti-Rootkit (descontinuado), son compatibles con la versión de Windows 64-bits.

### Versión para servidores
AVG Technologies también vende AVG antivirus y soluciones de seguridad de Internet para la web o archivos del servidor o servidores de correo electrónico que funciona en Linux, FreeBSD y Windows.[cita requerida]
- AVG Internet Security Network Edition 8.0 ofrece control central para estaciones de trabajo o para servidores de archivos. La edición 8.0 de AVG Internet Security SBS agrega servidores de correo electrónico y protección para Microsoft SharePoint.
- AVG File Server Edition 8.0 ofrece protección antivirus y antispyware para servidores de archivos.
- AVG E-mail Server Edition ofrece protección a las mayores cadenas de correo electrónico.

### Versión para Linux/FreeBSD
Con la versión 7.5, AVG Technologies promovió una solución para FreeBSD de primer tiempo. AVG Technologies incorporó detección de spam, además de detecciones antivirus para software de Linux/FreeBSD.[cita requerida]

## Características
AVG destaca la mayor parte de las funciones comunes disponibles en el antivirus moderno y programas de seguridad de Internet, lo que incluye escaneos periódicos, escaneos de correos electrónicos enviados y recibidos (incluye la adición de anexos de página a los correos electrónicos que indican esto), la capacidad de reparar algunos archivos infectados por virus y una bóveda de virus donde se guardan los archivos infectados, un símil a una zona de cuarentena.[cita requerida]

## Declaración de privacidad
Según la declaración de privacidad que debe aceptar el cliente para utilizar el producto, AVG recoge, conserva y distribuye datos de identificación de los usuarios que obtiene de cuestionarios, suscripciones, intercambios de datos y otras fuentes derivadas de la actividad de los ordenadores en que se instala, y los gestiona junto a los datos de las páginas que visitan, preferencias personales, contenidos que busca, etcétera. Estos datos se distribuyen entre las empresas del grupo AVG y también entre los afiliados y los vendedores del producto, a quienes se entregan a fin de que puedan contactar directamente al cliente o hacer uso de la información para dirigirle propaganda selectiva o con otros fines.[cita requerida]

### LinkScanner
La patente pendiente de LinkScanner adquirida por Exploits Prevention Lab e incorporado en AVG 8.0 proporciona la protección en tiempo real contra exploits y exploración de unidades de disco. LinkScanner incluye: The search Shield, un componente seguro de búsqueda que coloca posiciones de seguridad al lado de cada eslabón en la búsqueda de resultados en Google, Yahoo! y MSN, además del Active Surf-Shield, un componente de navegación segura que explora el contenido de un sitio web en tiempo real para confirmar que es seguro. El LinkScanner es un elemento que ha generado polémica, pues presenta una mejora defectuosa en 8.0.233 usuarios que ha generado una pérdida en el acceso de Internet, así como molestias en cuanto al análisis en internet.[cita requerida]

### Requisitos
| Característica   | Avg Free | Avg Anti-Virus | Avg Anti-Virus Premium | Avg Internet Security | Sistemas Operativos |
| ---------------- | -------- | -------------- | ---------------------- | --------------------- | --- |
| Procesador       | 300 MHz  | 1.2 GHz        | 1.2 GHz                | 1.2 GHz               | Windows 2000, XP, XP Pro x64, Vista, Vista x64, Windows 7, Windows 7 x64, Windows 8.1, Windows 8.1 x64, Windows 10, Windows 10 x64 |
| Memoria en disco | 30 MB    | 250 MB         | 250 MB                 | 250 MB                | Windows 2000, XP, XP Pro x64, Vista, Vista x64, Windows 7, Windows 7 x64, Windows 8.1, Windows 8.1 x64, Windows 10, Windows 10 x64 |
| Memoria RAM      | 256 MB   | 256 MB         | 256 MB                 | 512 MB                | Windows 2000, XP, XP Pro x64, Vista, Vista x64, Windows 7, Windows 7 x64, Windows 8.1, Windows 8.1 x64, Windows 10, Windows 10 x64 |

Funciona con Windows 7, pero podría tener errores. La evaluación de la experiencia en Windows 7 (tecla Windows + pausa) analiza si es recomendable o no la instalación del AVG 9.0. Cuanta más alta sea la calificación más recomendable será instalarlo, ya que se tienen más recursos del sistema disponibles para el trabajo del AVG 9.0. No se recomienda su uso en sistemas con calificación menores a 2.5. Cabe anotar que funcionará en cualquier calificación, pero los recursos se ven limitados, lo que ocasionará lentitud en el funcionamiento de la computadora.[cita requerida]

## Componentes
Este software antivirus tiene diferentes versiones, y cada una de ellas contiene funciones específicas:
| Característica           | AVG Free                          | AVG Anti-Virus | AVG Anti-Virus Premium | AVG Internet Security |
| ------------------------ | --------------------------------- | -------------- | ---------------------- | --------------------- |
| Anti-Virus               | Sí                                | Sí             | Sí                     | Sí                    |
| Antispyware              | Sí                                | Sí             | Sí                     | Sí                    |
| LinkScanner              | Sí                                | Sí             | Sí                     | Sí                    |
| Anti-Rootkit             | Sí                                | Sí             | Sí                     | Sí                    |
| Web Shield               | Limitado (surf and search-shield) | Sí             | Sí                     | Sí                    |
| ID Protection            | Sí                                | Sí             | Sí                     | Sí                    |
| Firewall                 | Sí                                | Sí             | Sí                     | Sí                    |
| Anti-Spam                | No                                | No             | No                     | Sí                    |
| Herramientas del sistema | No                                | No             | No                     | Sí                    |
| Español                  | Sí                                | Sí             | Sí                     | Sí                    |
| Soporte técnico          | Solo FAQ                          | Sí             | Sí                     | Sí                    |

### AVG Anti-Spyware
El 19 de abril de 2006 se anunció que AVG Technologies había adquirido la compañía antimalware alemana ewido Networks. ewido Anti-Spyware cambió luego su nombre por el de AVG Anti-Spyware Professional Edition.

### AVG Anti-Rootkit
AVG También incluyó un producto antirootkit (AVG Anti-Rootkit 7.5), pero lo suspendió en el 2006. Las actualizaciones no están disponibles. En el nuevo AVG 8.0, volvió a incluirse un escaneo antirootkit, pero no en un programa independiente.[cita requerida]

### AVG Antivirus Free Edition
Según AVG Technologies, más de 80 millones de usuarios tienen la protección de Antivirus AVG, incluidos los usuarios de la edición gratuita (Free Edition). El 24 de abril de 2008, AVG lanzó el Antivirus AVG Free Edition 8.0. Con una interfaz más vistosa, el nuevo programa añadió algunas nuevas características - un antivirus combinado y el motor de protección antispyware, LinkScanner Search-Shield con navegación segura en Internet, más la barra de herramientas de navegación segura de AVG, que antes únicamente estaba disponible en versiones AVG comerciales.[cita requerida]
A pesar de todas estas mejoras, presenta algunas limitaciones, en comparación con la versión comercial de AVG:[cita requerida]
- Menos protección - AVG Antivirus Free Edition 8.0 proporciona el mismo motor de exploración de búsqueda de antivirus y antispyware que el motor de la versión comercial; la nueva versión 2014 incluyó antirootkit. La versión antigua (7.5) es absolutamente capaz de encuentro e incapacitación de rootkits a partir de la firma, pero no puede explorar en busca de una actividad parecida. Tampoco cuenta con navegación segura (protección de descargas o prueba de EICAR). Si bien no hay ninguna protección oficial para archivos de fuentes de la mensajería, el componente Resident Shield explora automáticamente los archivos antes de abrirlos o copiarlos.
- Actualizaciones poco frecuentes - AVG Antivirus Free Edition 8.0 tiene actualizaciones con muy poca frecuencia. Las actualizaciones de prioridad vía servidores de alta velocidad están disponible únicamente para las versiones comerciales de productos AVG.
- Ningún teléfono o correo electrónico para soporte técnico - AVG no ofrece ningún número telefónico o dirección de correo electrónico para soporte técnico a los usuarios de AVG Free Edition en ningún punto del planeta. AVG ofrece ayuda a los usuarios a través del Foro de AVG para que resuelvan los problemas por sí mismos.
- Ningún soporte de servidor - AVG Antivirus Free Edition 8.0 no puede instalarse sobre sistemas operativos del servidor (por ejemplo, el Windows Server 2003), y tampoco ello puede usarse para la exploración de unidades de disco.
- AVG Antivirus Free Edition 8.0 solo tiene licencia para su uso en el hogar y para funciones no comerciales.

AVG Free Edition presentó en alguna ocasión ventanas emergentes de publicidad en las que se anunciaban las versiones no libres del Antivirus AVG 8.0 y de la suite AVG Internet Security 8.0 donde se aseguraba que se ofrecían los niveles más amplios de protección. Las versiones libres más recientes muestran anuncios en carteles en los que se anuncia la venta de la edición completa.[cita requerida]